# Jocotepec
Jocotepec är en ort i Mexiko.   Den ligger i kommunen Jocotepec och delstaten Jalisco, i den centrala delen av landet, 500 km väster om huvudstaden Mexico City. Jocotepec ligger 1 544 meter över havet och antalet invånare är 16 459.
Terrängen runt Jocotepec är varierad.  Trakten runt Jocotepec är nära nog obefolkad, med mindre än två invånare per kvadratkilometer. Närmaste större samhälle är Zacoalco de Torres, 15,9 km väster om Jocotepec.